# Червонівська сільська рада (Ужгородський район)
| Червонівський старостинський округ — орган місцевого самоврядування у Ужгородському районі Закарпатської області з адміністративним центром у с. Червоне. Старостинського округу підпорядковані населені пункти: - с. Червоне |

## Склад ради
Рада складається з 1 голови старостинського округу

## Керівний склад старостинського округу
| ПІБ                           | Основні відомості                                                            | Дата обрання | Дата звільнення |
| ----------------------------- | ---------------------------------------------------------------------------- | ------------ | --------------- |
|                               |                                                                              |              |                 |
| Філіп Володимир Володимирович | Сільський голова, 1987 року народження, освіта вища спеціальна, безпартійний | 2019 рік     |                 |

Примітка: таблиця складена за даними джерела